# آق-جار (شهرستان قوچقار)
آق-جار (به قرقیزی: Ак-Жар، اق جار) یک روستا در قرقیزستان است که در شهرستان قوچقار واقع شده‌است. آق-جار ۲٬۲۰۷ نفر جمعیت دارد و ۱٬۸۷۰ متر بالاتر از سطح دریا واقع شده‌است.